# Fort Jefferson
Fort Jefferson je pevnost a zaniklé sídlo na Floridě ve Spojených státech amerických. Nachází se v dolní části Florida Keys v Národním parku Dry Tortugas, 110 kilometrů západně od ostrova Key West.
Fort Jefferson je masivní zděná, ale nedokončená pevnost skládající se z 16 milionů cihel, celková plocha činí 6,5 hektaru, bylo zde umístěno 450 děl a posádka 1500 mužů. Po Fort Monroe a Fort Adams je třetí největší pevností na území USA. Její stavba byla zahájena v roce 1846, roku 1860 byla zprovozněna a pojmenována po Thomasi Jeffersonovi. Nikdy však nebyla dostavěna a také se o ni nikdy nebojovalo, sloužila převážně jako věznice, v níž byli mj. internováni pachatelé atentátu na Abrahama Lincolna.